# Hall of Fame Open 2024 - Qualificazioni singolare
Le qualificazioni del singolare del Hall of Fame Open 2024 sono state un torneo di tennis preliminare per accedere alla fase finale della manifestazione. I vincitori dell'ultimo turno sono entrati di diritto nel tabellone principale. In caso di ritiro di uno o più giocatori aventi diritto, a questi sono subentrati i lucky loser, ossia i giocatori che hanno perso nell'ultimo turno ma che avevano una classifica più alta rispetto agli altri partecipanti che avevano comunque perso nel turno finale.

## Teste di serie
1. Billy Harris (qualificato)
2. Tristan Schoolkate (ultimo turno)
3. Hong Seong-chan (primo turno)
4. Gijs Brouwer (primo turno)

1. Mitchell Krueger (ultimo turno)
2. Marc Polmans (qualificato)
3. Li Tu (qualificato)
4. Illja Marčenko (primo turno)

## Qualificati
1. Billy Harris
2. Marc Polmans

1. Alex Bolt
2. Li Tu

## Tabellone

### Sezione 1
|  | Primo turno | Primo turno    | Primo turno    | Primo turno | Primo turno |  |  | Ultimo turno | Ultimo turno | Ultimo turno | Ultimo turno | Ultimo turno |  |
|  |             |                |                |             |             |  |  |              |              |              |              |              |  |
|  | 1           | Billy Harris   | Billy Harris   | 6           | 6           |  |  |              |              |              |              |              |  |
|  |             | Bernard Tomić  | Bernard Tomić  | 3           | 4           |  |  | 1            | Billy Harris | 6            | 3            | 6            |  |
|  | WC          | Aidan Mayo     | Aidan Mayo     | 6           | 6           |  |  | WC           | Aidan Mayo   | 0            | 6            | 3            |  |
|  | 8           | Illja Marčenko | Illja Marčenko | 2           | 2           |  |  |              |              |              |              |              |  |

### Sezione 2
|  | Primo turno | Primo turno        | Primo turno        | Primo turno | Primo turno |  |  | Ultimo turno | Ultimo turno       | Ultimo turno       | Ultimo turno | Ultimo turno |  |
|  |             |                    |                    |             |             |  |  |              |                    |                    |              |              |  |
|  | 2           | Tristan Schoolkate | Tristan Schoolkate | 6           | 6           |  |  |              |                    |                    |              |              |  |
|  |             | James Trotter      | James Trotter      | 2           | 3           |  |  | 2            | Tristan Schoolkate | Tristan Schoolkate | 4            | 63           |  |
|  | WC          | Adhithya Ganesan   | Adhithya Ganesan   | 2           | 2           |  |  | 6            | Marc Polmans       | Marc Polmans       | 6            | 7            |  |
|  | 6           | Marc Polmans       | Marc Polmans       | 6           | 6           |  |  |              |                    |                    |              |              |  |

### Sezione 3
|  | Primo turno | Primo turno          | Primo turno          | Primo turno | Primo turno |  |  | Ultimo turno | Ultimo turno     | Ultimo turno     | Ultimo turno | Ultimo turno |  |
|  |             |                      |                      |             |             |  |  |              |                  |                  |              |              |  |
|  | 3           | Hong Seong-chan      | Hong Seong-chan      | 4           | 3           |  |  |              |                  |                  |              |              |  |
|  |             | Alex Bolt            | Alex Bolt            | 6           | 6           |  |  |              | Alex Bolt        | Alex Bolt        | 6            | 7            |  |
|  |             | Thai-Son Kwiatkowski | Thai-Son Kwiatkowski | 3           | 64          |  |  | 5            | Mitchell Krueger | Mitchell Krueger | 3            | 6            |  |
|  | 5           | Mitchell Krueger     | Mitchell Krueger     | 6           | 7           |  |  |              |                  |                  |              |              |  |

### Sezione 4
|  | Primo turno | Primo turno    | Primo turno   | Primo turno | Primo turno |  |  | Ultimo turno | Ultimo turno   | Ultimo turno   | Ultimo turno | Ultimo turno |  |
|  |             |                |               |             |             |  |  |              |                |                |              |              |  |
|  | 4           | Gijs Brouwer   | 6             | 3           | 2           |  |  |              |                |                |              |              |  |
|  |             | Jacob Fearnley | 4             | 6           | 6           |  |  |              | Jacob Fearnley | Jacob Fearnley | 4            | 3            |  |
|  |             | Charles Broom  | Charles Broom | 1           | 5           |  |  | 7            | Li Tu          | Li Tu          | 6            | 6            |  |
|  | 7           | Li Tu          | Li Tu         | 6           | 7           |  |  |              |                |                |              |              |  |